# Philip Azango
Philip Azango (Jos Plateau, 21 maggio 1997) è un calciatore nigeriano, attaccante dello Spartak Trnava.

## Caratteristiche tecniche
È un'ala sinistra.

## Carriera
Nel 2018 ha disputato 8 match di qualificazione per l'UEFA Europa League con la maglia dell'AS Trenčín segnando 3 gol.
Il 31 agosto seguente è stato acquistato dal Genk.

## Palmarès

### Club

#### Competizioni nazionali
- Coppa di Slovacchia: 1

Spartak Trnava: 2024-2025